# Стијена (ТВ филм)
„Стијена” је југословенски ТВ филм из 1975. године. Режирао га је Иван Фогл а сценарио је написао Дервиш Сушић.

## Улоге
| Глумац             | Улога |
| ------------------ | ----- |
| Руди Алвађ         |       |
| Даринка Ђурашковић |       |
| Урош Крављача      |       |
| Јадранка Матковић  |       |
| Јосип Пејаковић    |       |